# OFK Mladost Apatin
OFK Mladost, također i samo Mladost, je nogometni klub iz Apatina, Zapadnobački okrug, Vojvodina, Republika Srbija. 
 
U sezoni 2017./18. klub se natječe u Vojvođanskoj ligi – Sjever, ligi četvrtog ranga nogometnog prvenstva Srbije.

## O klubu
Klub je osnovan 1924. godine pod nazivom SK Tri Zvezde. Po kolonizaciji dijelova Vojvodine, tako i Apatina, 1950. i 1951. se klub reformira kao Mladost.
Dvije je sezone bio prvoligaš – 2001./02. u Prvoj ligi SR Jugoslavije, te 2006./07. u Superligi Srbije. U sezoni 2010./11. klub zauzima pretposljednje mjesto u Srpskoj ligi – Vojvodina, te je zbog velikih dugova raspuštena i umjesto nje formirana OFK Mladost, koja je u natjecanje krenula iz najniže lige – Međuopćinske lige Sombor – Apatin – Kula – Odžaci.

## Uspjesi

### FNRJ / SFRJ
Bačka liga
- prvak: 1968./69.

Međuopćinska liga Sombor
- Prvak: 1955./56.

Područna liga Sombor
- prvak: 1973./74., 1975./76., 1978./79., 1979./80.

Kup FPS Sombor
- pobjednik: 1983.

### SRJ / SiCG
Druga liga SR Jugoslavije
- prvak: 2000./01. (Istok)[2]

Srpska liga Vojvodina
- prvak: 1996./97.[3]

Druga liga Vojvodine
- prvak: 1994./95.(Zapad)[3]

### Srbija
PFL Sombor
- prvak: 2013./14.

Međuopćinske lige Sombor – Apatin – Kula – Odžaci
- prvak: 2011./12.

## Poveznice
- srbijasport.net, Mladost Apatin, profil kluba
- srbijasport.net, Mladost Apatin, rezultati po sezonama